# Luis Melo
Luis Carlos Melo Salcedo (Barinas, Venezuela; 18 de agosto de 1991) es un futbolista venezolano que juega como centrocampista y actualmente se encuentra sin equipo.

## Trayectoria
Surgido en las inferiores del Zamora Fútbol Club, estuvo durante varios años en el equipo B de dicha institución hasta que en el 2012 debutó en el primer equipo. En la entidad zamorana, fue parte del pequeño grupo de jugadores que ganó las 3 estrellas de la historia del club, siendo referente vital.

## Deportivo Táchira
En diciembre del 2017 ficha por el Deportivo Táchira para la Temporada 2018.

## Clubes
| Club               | País      | Año         | Partidos | Goles |
| ------------------ | --------- | ----------- | -------- | ----- |
| Zamora Fútbol Club | Venezuela | 2012 - 2017 | 110      | 1     |
| Deportivo Táchira  | Venezuela | 2018        | 27       | 0     |